# Mount O'Connell nationalpark
Mount O'Connell nationalpark är en nationalpark i Australien.   Den ligger i delstaten Queensland, i den östra delen av landet, 1 400 km norr om huvudstaden Canberra. Mount O'Connell nationalpark ligger 291 meter över havet.
Nationalparken är 7,6 km² stort. Typiska växter i parken är trädet Atalaya multiflora, Phyla nodiflora, tågväxten Juncus kraussii och Smithia sensitiva.
Terrängen i Mount O'Connell nationalpark är platt österut, men västerut är den kuperad. Mount O'Connell nationalpark ligger uppe på en höjd. Runt Mount O'Connell nationalpark är det mycket glesbefolkat, med 2 invånare per kvadratkilometer.. Det finns inga samhällen i närheten. 
Omgivningarna är huvudsakligen savann.